# 苯乙酮
苯乙酮或稱乙酰苯，是示性式為PhC(O)CH3(Ph:苯基)的有機化合物，它可當作製造藥物、樹脂、調味劑和催淚瓦斯的中間體，還可以製造安眠藥。 现在苯乙酮大多以异丙苯氧化制苯酚和丙酮的副产品获得，它还可由苯用乙醯氯乙酰化制得。

## 存在
苯乙酮存在許多食品中，包括蘋果，奶酪，杏，香蕉，牛肉，和椰菜花。